# Flocques

Flocques este o comună în departamentul Seine-Maritime, Franța. În 1 ianuarie 2022 avea o populație de 720 de locuitori.